# Hiomandíbula
La hiomandíbula és un conjunt d'ossos de la regió hioïde en molts peixos. Fa de suport a la mandíbula dels peixos o dels opercles (només ens els teleòstoms). Es creu que en els tetràpodes terrestres, la hiomandíbula va esdevenir l'estrep a l'oïda interna, on hauria passat a fer la funció d'amplificador del so.